# Collegio uninominale Lombardia - 11 (2020)
Il collegio elettorale uninominale Lombardia - 11 è un collegio elettorale uninominale della Repubblica Italiana per l'elezione del Senato della Repubblica.

## Territorio
Come previsto dalla legge n. 51 del 27 maggio 2019, il collegio è stato definito tramite decreto legislativo all'interno della circoscrizione Lombardia.
È formato dal territorio dell'intera provincia di Cremona (113 comuni) e dell'intera provincia di Mantova (64 comuni).
Il collegio è parte del collegio plurinominale Lombardia - 03.

## Eletti
| Elezione | Elezione | Senatore          | Partito           |
| -------- | -------- | ----------------- | ----------------- |
|          | 2022     | Daniela Santanchè | Fratelli d'Italia |

## Dati elettorali

### XIX legislatura
Come previsto dalla legge elettorale, 74 senatori sono eletti con sistema a maggioranza relativa in altrettanti collegi uninominali a turno unico.
| Candidati                                 | Candidati                           | Voti    | %     | Liste                          | Voti    | %     |
| ----------------------------------------- | ----------------------------------- | ------- | ----- | ------------------------------ | ------- | ----- |
|                                           | Daniela Garnero Santanchè ✔️ Eletto | 199 691 | 52,17 | Fratelli d'Italia              | 115 613 | 30,21 |
| Lega per Salvini Premier                  | Daniela Garnero Santanchè ✔️ Eletto | 199 691 | 52,17 | 53 118                         | 13,88   |       |
| Forza Italia                              | Daniela Garnero Santanchè ✔️ Eletto | 199 691 | 52,17 | 28 235                         | 7,38    |       |
| Noi moderati/Lupi - Toti - Brugnaro - UDC | Daniela Garnero Santanchè ✔️ Eletto | 199 691 | 52,17 | 2 725                          | 0,71    |       |
|                                           | Carlo Cottarelli                    | 104 762 | 27,37 | Partito Democratico-IDP        | 80 656  | 21,07 |
| Alleanza Verdi e Sinistra                 | Carlo Cottarelli                    | 104 762 | 27,37 | 11 588                         | 3,03    |       |
| +Europa                                   | Carlo Cottarelli                    | 104 762 | 27,37 | 10 904                         | 2,85    |       |
| Impegno Civico - Centro Democratico       | Carlo Cottarelli                    | 104 762 | 27,37 | 1 614                          | 0,42    |       |
|                                           | Francesca Zaltieri                  | 29 171  | 7,62  | Azione - Italia Viva - Calenda | 29 171  | 7,62  |
|                                           | Umberto Di Franco                   | 28 247  | 7,38  | Movimento 5 Stelle             | 28 247  | 7,38  |
|                                           | Lorenza Rizzi                       | 8 289   | 2,17  | Italexit                       | 8 289   | 2,17  |
|                                           | Monica Perugini                     | 4 826   | 1,26  | Italia Sovrana e Popolare      | 4 826   | 1,26  |
|                                           | Pierluigi Luisi                     | 4 203   | 1,10  | Unione Popolare                | 4 203   | 1,10  |
|                                           | Giuseppe Badolato                   | 3 122   | 0,82  | Vita                           | 3 122   | 0,82  |
|                                           | Giancarlo Nolli                     | 425     | 0,11  | Noi di Centro – Europeisti     | 425     | 0,11  |
| Totale                                    | Totale                              | 382 736 | 100   |                                | 382 736 | 100   |
|                                           |                                     |         |       |                                |         |       |
| Voti non validi                           | Voti non validi                     | 16 696  | 4,18  |                                |         |       |
| Votanti                                   | Votanti                             | 399 432 | 70,18 |                                |         |       |
| Elettori                                  | Elettori                            | 569 158 |       |                                |         |       |